# Théorème de Casey

Le théorème de Casey est un théorème de géométrie démontré en 1881 par le mathématicien irlandais John Casey (1820-1891). Il constitue une généralisation du théorème de Ptolémée.

## Énoncé du théorème
Soit {\displaystyle O} un cercle de rayon {\displaystyle R}. Soient {\displaystyle O_{1},O_{2},O_{3},O_{4}} quatre cercles, ne s'intersectant pas, intérieurs à {\displaystyle O} et tangents à {\displaystyle O}, de rayons {\displaystyle R_{i},i=1\cdots 4}. Notons {\displaystyle t_{ij}} la longueur du segment tangent extérieurement commun aux cercles {\displaystyle O_{i},O_{j}}. Alors :
{\displaystyle t_{12}\cdot t_{34}+t_{14}\cdot t_{23}=t_{13}\cdot t_{24}.}
Dans le cas dégénéré, où les quatre cercles se réduisent à des points, on obtient le théorème de Ptolémée.

## Démonstration
Si {\displaystyle T_{i}} est le point de contact du cercle {\displaystyle O_{i}} avec {\displaystyle O}, le quadrilatère {\displaystyle T_{1}T_{2}T_{3}T_{4}} étant inscriptible, on a la relation de Ptolémée : {\displaystyle T_{1}T_{2}\cdot T_{3}T_{4}+T_{2}T_{3}\cdot T_{4}T_{1}=T_{1}T_{3}\cdot T_{2}T_{4}}. 
La relation de Casey s'obtient à partir de l'expression {\displaystyle t_{ij}={\frac {T_{i}T_{j}}{R}}{\sqrt {(R-R_{i})(R-R_{j})}}} .